# 森田季節
森田季節（日語：森田季節，1984年4月10日—）是日本男性小說家、輕小說作家。出生於兵庫縣神戶市，住在福井縣。
於2008年，以《我甜蜜的苦澀委內瑞拉》獲得第四屆MF文庫J輕小說新人獎優秀獎（當時23歲），之後以同作品出道。
作者曾经在《猎LV》后记写道自己喜欢百合情节，《持续狩猎史莱姆三百年，不知不觉就练到LV MAX》也是他笔下首部动画化轻小说。

## 作品

### 原作小說
- MF文庫J
  - 我甜蜜的苦澀委內瑞拉（Venezuela Bitter My Sweet）：文倉十插畫，東立出版社代理發行，林均鎂翻譯。
  - 我甜蜜的苦澀公主（Princess Bitter My Sweet）：文倉十插畫，東立出版社代理發行，林均鎂翻。
  - 原點回歸Walkers：深崎暮人插畫，東立出版社代理發行，林均鎂翻譯。
  - 神聖魔法師漆黑的漆原小姐：Mitha插畫，青文出版社代理發行，葉廷昭翻譯。
- Fami通文庫
- 集英社Super Dash文庫
  - 封神演戲，插畫，東立出版社代理發行。[2]
  - 。[3]
  - 加入年輕人敬而遠之的黑魔法公司，沒想到工作待遇好，社長和使魔也超可愛，太棒了！，插畫47AgDragon，東立出版社代理發行。
- 其他
  - ：角川書店。
  - ：早川文庫JA。
  - 你的侍奉只有這種程度嗎？：GA文庫，廣播劇CD化，尾崎弘宜插畫，尖端出版代理發行，Leah翻譯。
  - ：星海社FICTIONS。
  - ：講談社。
  - ：一迅社。
  - 果凍日和：GAGAGA文庫）：Osa插畫，尖端出版代理發行，Celia翻譯。
  - ：泰文堂RED RISING BOOKS。[4]
  - ：GAノベル。[5]
  - 持續狩獵史萊姆三百年，不知不覺就練到LV MAX：GAノベル，尖端出版代理發行。[6]动画化确定。

### 小說選集
- 輕鬆百合 小說選集：一迅社文庫。

## 備註
1. ↑  （页面存档备份，存于） （页面存档备份，存于）  （页面存档备份，存于） （日語）
2. ↑  . Dash X文庫. 集英社.   [2017-02-10]. （原始内容存档于2016-08-13）.
3. ↑  . Dash X文庫. 集英社.   [2017-02-10]. （原始内容存档于2016-11-14）.
4. ↑  . RED RISING BOOKS. 泰文堂.   [2017-02-10]. （原始内容存档于2017-02-11）.
5. ↑  . GAノベル. SB Creative.   [2017-02-10]. （原始内容存档于2017-02-11）.
6. ↑  . GAノベル. SB Creative.   [2017-02-15]. （原始内容存档于2017-02-15）.

## 外部連結
- http://moritarail.blog108.fc2.com/ （页面存档备份，存于）（森田電鐵） － 森田季節的個人部落格 （日語）